# Charnowo (województwo pomorskie)
Charnowo (kaszb. Charnowò, niem. Arnshagen) – wieś w Polsce położona w województwie pomorskim, w powiecie słupskim, w gminie Ustka. 
Administracyjnie Charnowo jest odrębnym sołectwem. W latach 1975–1998 miejscowość położona była w województwie słupskim. Według danych z 31 grudnia 2007 r. wieś miała 324 mieszkańców.

## Nazwa
Nazwa wsi wywodzi się od niepoświadczonej nazwy osobowej *Charn z formantem -owo; pierwszy raz poświadczona w 1310 w formie Charnow. Friedrich Lorentz w swoim Slovinzisches Wörterbuch podaje nazwę w pomorskiej redakcji gwarowej Xãrnɵvɵ wraz z nazwami mieszkańców – zarówno z pominiętym formantem -ɵv-: Xãrńȯu̯n, Xãrńȯu̯nkă „charnowianin, charnowianka”, jak i w postaci pełnej: Xãrnɵvjȯu̯n, Xãrnɵvjȯu̯nkă „ts.”.
Niemiecka nazwa Arnshagen jest najprawdopodobniej germanizacją spontaniczną z adideacją do strwysniem. rzeczownika pospolitego arn, aro „orzeł” z dodanym formantem -hagen „zagroda, ogrodzenie, ogrodzone miejsce”.
Rada Języka Kaszubskiego proponuje kaszubską formę nazwy Charnowò.

## Zabytki
- Kościół szachulcowy z XVII w., z ceglaną wieżą z XV w.[12][13], gotyckim portalem i ośmiobocznym hełmem. Cenne wyposażenie m.in. renesansowe stalle oraz barokowe ołtarze, empora i prospekt organowy[14]. Jest to kościół filialny pw. Znalezienia Krzyża w parafii w parafii Najświętszego Zbawiciela w Ustce.

W miejscowości znajduje się przystanek kolejowy Charnowo Słupskie na linii kolejowej nr 495 Piła Główna – Ustka Uroczysko.